# Andrzej Markowski (architekt)

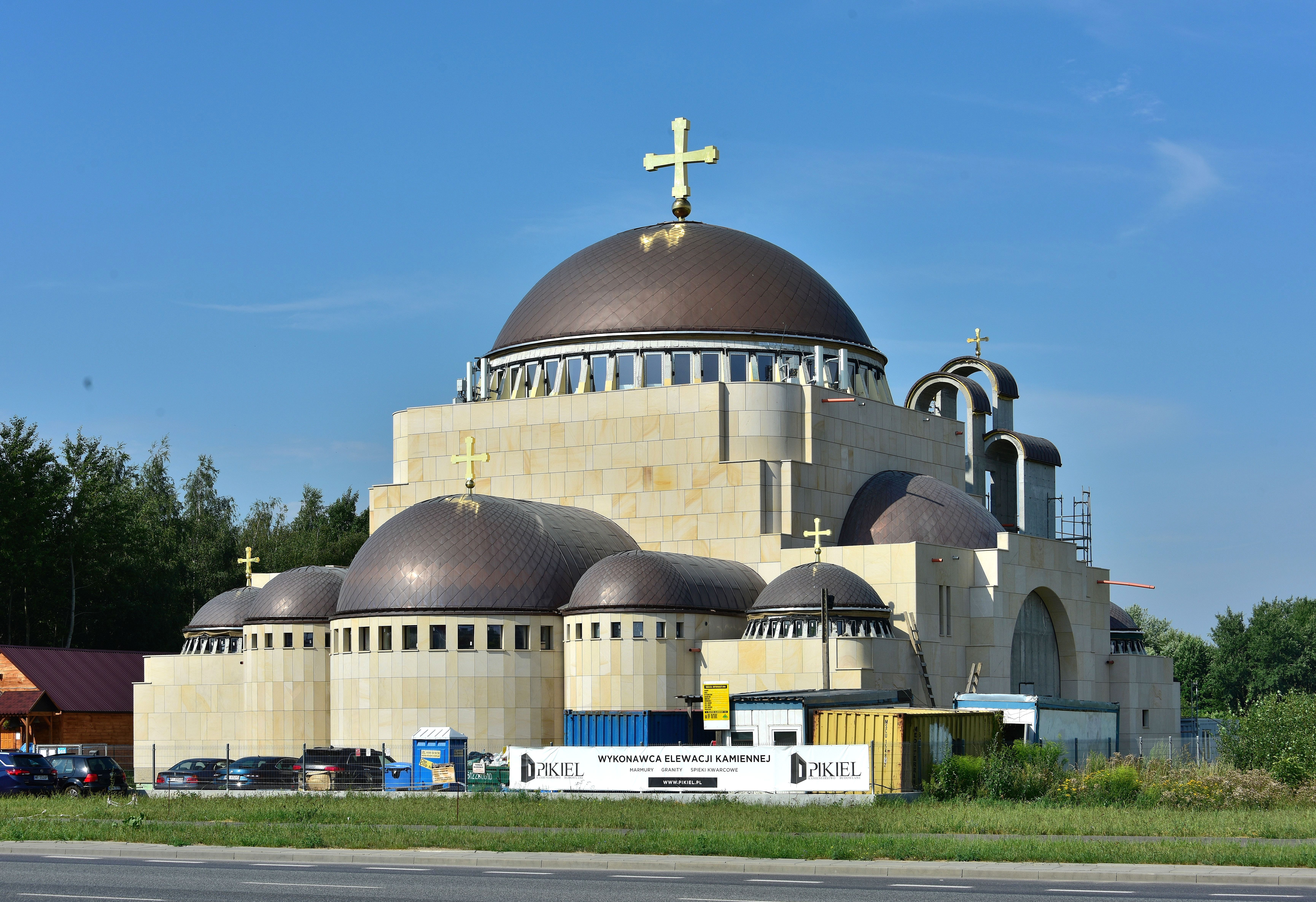
Budowa cerkwi św. Sofii Mądrości Bożej w Warszawie zaprojektowanej przez Andrzeja Markowskiego

Andrzej Michał Markowski (ur. 25 sierpnia 1959, zm. 20 kwietnia 2019) – polski architekt.

## Życiorys
W 1985 ukończył studia na Wydziale Architektury Politechniki Warszawskiej i od 1986 należał do Oddziału Warszawa Stowarzyszenia Architektów Polskich (SARP). Był także członkiem Mazowieckiej Okręgowej Izby Architektów RP. Współzałożyciel i partner w firmie APA Markowski Wojciechowski w latach 1993–1999. Od 2002 był właścicielem firmy APA Markowski Architekci oraz od 2011 dyrektorem zarządzającym w Sweco Architekci Sp. z o.o. Był laureatem wielu konkursów krajowych i zagranicznych.
Był autorem i współautorem takich obiektów jak kompleks ITI Warszawa (siedziba Grupy ITI), obiektów sieci Multikino w Poznaniu, Gdańsku i na warszawskim Ursynowie (Multikino Ursynów), obiektów fabrycznych, biurowo-magazynowych jak kompleks Platan Park przy ul. Poleczki w Warszawie, mieszkalnych w tym budynków mieszkalnych przy Pełczyńskiego, Skierniewickiej, Białej i Tamka 29 w Warszawie oraz sakralnych jak kościół Świętych Rafała i Alberta przy ul. Gwiaździstej (parafii Świętych Rafała i Alberta w Warszawie) czy cerkiew ordynariatu Wojska Polskiego w Białej Podlaskiej. Był głównym projektantem cerkwi św. Sofii Mądrości Bożej w Warszawie oraz współautorem przebudowy i aranżacji dawnej kotłowni w Warszawie na Muzeum Ikon.
Zmarł 20 kwietnia 2019 i został pochowany na cmentarzu Wojskowym na Powązkach w Warszawie (kwatera HII-9-6).